# 深谷弘次
深谷 弘次（ふかや ひろじ、1928年5月22日 - 2018年11月10日）は、愛知県出身の元アマチュア野球指導者である。

## 来歴・人物
旧制中京商業学校を経て、日本大学に進学する。卒業後は母校の中京商業高校の監督に就任し、1953年の第35回全国高等学校野球選手権大会に出場し、翌年の第36回全国高等学校野球選手権大会で初の全国制覇を成し遂げた。1956年の第28回選抜高等学校野球大会と1959年の第31回選抜高等学校野球大会でも全国制覇を果たしている。
その後、当時同じ学校法人だった三重高校で監督を務め、春夏3度の甲子園への出場を果たし、再び中京高校（中京商から改称）の監督を務めた。中京大学の監督も務めた。春夏通算14度の甲子園出場し、通算33勝11敗という記録を残し、歴代では12位である。
2018年11月10日、死去。90歳没